# La próxima estación
La próxima estación es una película documental dirigida por Pino Solanas.

## Sinopsis
La próxima estación narra la historia de los ferrocarriles argentinos, sus comienzos en 1857 hasta la crisis del sistema de transporte actual. El cierre de ramales de las líneas de ferrocarriles convirtió en ciudades fantasma a los pueblos cuya principal fuente de trabajo era el tren. La privatización de las líneas ocasionó el despido de decenas de miles de trabajadores así como el deterioro del servicio público, originando a su vez el aumento del transporte automotor y la multiplicación de accidentes automovilísticos. El documental denuncia el saqueo de materiales ferroviarios abandonados, propiedad del Estado, por parte de las corporaciones, la falta de inversión por parte de las empresas privadas así como el destino de los subsidios otorgados por el Estado. Como epílogo se propone reconstruir el sistema ferroviario impulsando la industria nacional, la recuperación de puestos de trabajo y la identidad nacional, en contraposición con el proyecto del tren bala propuesto durante el gobierno de Néstor Kirchner, que fue fuertemente criticado, siendo acusado principalmente de campaña para conseguir votos.

## Repercusión
El 4 de septiembre de 2008, el mismo día del estreno, se originó una pueblada en las estaciones de Castelar y Merlo del Ferrocarril Sarmiento debido al mal servicio de los trenes, que derivó en el incendio de las formaciones por parte de los pasajeros. El Gobierno acusó a partidos de izquierda, entre ellos al Partido Obrero y a Proyecto Sur de haber armado los incidentes. El ministro de Justicia, Seguridad y Derechos Humanos Aníbal Fernández señaló especialmente a Pino Solanas como responsable de los hechos, acusándolo de incitar a la pueblada para promocionar su película, ante lo cual Solanas intimó al ministro a que presente pruebas sobre sus dichos o de lo contrario lo denunciará por injurias. En tanto el Partido Obrero denunció al Ministro Fernández y al canal de noticias C5N por daño moral y afectación de la imagen del partido como así uno de sus miembros.
En 2008 recibió el premio Sur al mejor documental, otorgado por la Academia de las Artes y Ciencias Cinematográficas de la Argentina.